# More Than This (Roxy-Music-Lied)
More Than This ist ein Popsong der britischen Artrock-Band Roxy Music aus dem Jahr 1982. Er erschien zunächst als Single und wenig später auf Avalon, dem letzten Studioalbum der Band. Das von Bryan Ferry geschriebene Lied kam in vielen Ländern in die Top Ten der nationalen Hitparaden und gehört zu Roxy Musics bekanntesten Stücken.

## Entstehung
1982 brachte die britische Band Roxy Music mit Avalon ihr achtes und bislang letztes Studioalbum heraus. Zu den zehn Liedern, die auf Avalon enthalten sind, gehört More Than This, das von Bryan Ferry getextet und komponiert wurde. Ferry schrieb sämtliche Lieder des Albums während eines Aufenthalts in Galway an der Westküste Irlands. Er behauptete später, dass die „dunkle Melancholie“ des gesamten Albums wohl auf die dortige Stimmung zurückzuführen sei. Speziell More Than This sei außerdem unter dem Einfluss der Erfahrung einer kurz zurückliegenden Trennung entstanden.

## Inhalt

### Text
Das generelle Thema des Liedes, das bereits im Titel angelegt ist, ist der Wunsch nach „mehr“. Das lyrische Ich befindet sich in einer nicht näher konkretisierten Situation, die nicht zufriedenstellend ist. Es hat den Wunsch nach „more than this“ – mehr als dies –, also nach einer Weiterentwicklung oder Verbesserung der gegenwärtigen Situation. Zentrale Bilder im Lied sind Naturphänomene wie die Gezeiten und der Wandel der Jahreszeiten.
Der Text lässt einige Interpretationsmöglichkeiten zu. Dass es um eine Liebesbeziehung geht, ist nicht eindeutig; das Wort Love kommt jedenfalls nicht vor. Trotzdem ist die Annahme, More Than This beschäftige sich mit einer Liebeskonstellation, weit verbreitet. So lässt sich das Lied als Wunsch nach der Vertiefung einer bestehenden oder nach Fortsetzung einer gescheiterten Beziehung interpretieren. Am Ende steht die Erkenntnis, dass sich die Dinge zwar immer wieder verändern, dass man aber diesem Prozess keine Richtung geben könne, sondern den Gegebenheiten ausgeliefert sei. Die im Lied genannten Gezeiten stehen nach Auffassung mancher Autoren sinnbildlich für die Unvorhersehbarkeit. Andere sehen diesen Vergleich als Hinweis auf wechselnde Intensitäten von Beziehungen: Ähnlich wie die Gezeiten sei sie mal tief und mal weniger tief, und es könne sein, dass ein Partner eine Rückzugsphase zum Anlass nehme, die Beziehung zu beenden, obwohl auf Ebbe regelmäßig Flut – das heißt: auf eine schlechte Zeit auch wieder eine gute – folge.
Ferry beschrieb More Than This 2022 als „sein poetischstes Lied“: „Es benutzt sehr wenige Worte, aber es scheint sie in die richtige Reihenfolge zu bekommen“, sodass sie die Menschen berührten.

### Musik
Die Musik zu More Than This ist im 4/4-Takt geschrieben, die Tonart ist F-Dur. In der Roxy-Music-Aufnahme wird das Stück mit einem Tempo von 129 bpm gespielt. Eine Besonderheit des Roxy-Music-Arrangements ist das für einen Popsong ungewöhnlich lange Outro: Ferrys Gesang endet nach 2:45 Minuten; daran schließt sich ein 1:45 Minuten langes Nachspiel mit Synthesizern und Chorgesang an, das langsam ausgeblendet wird.

## Produktion
Für die Produktion zeichneten alle Roxy-Music-Mitglieder sowie Rhett Davies verantwortlich. Die Aufnahme erfolgte im Jahr 1981 in den Compass Point Studios in Nassau (Bahamas).

## Mitwirkende
- Bryan Ferry – Gesang, Keyboards
- Neil Hubbard – Gitarre
- Andy Mackay – Saxophon
- Jimmy Maelen – Perkussion
- Phil Manzanera – Gitarre
- Andy Newmark – Schlagzeug
- Alan Spenner – Bassgitarre
- Fonzi Thornton – Begleitgesang

## Veröffentlichung

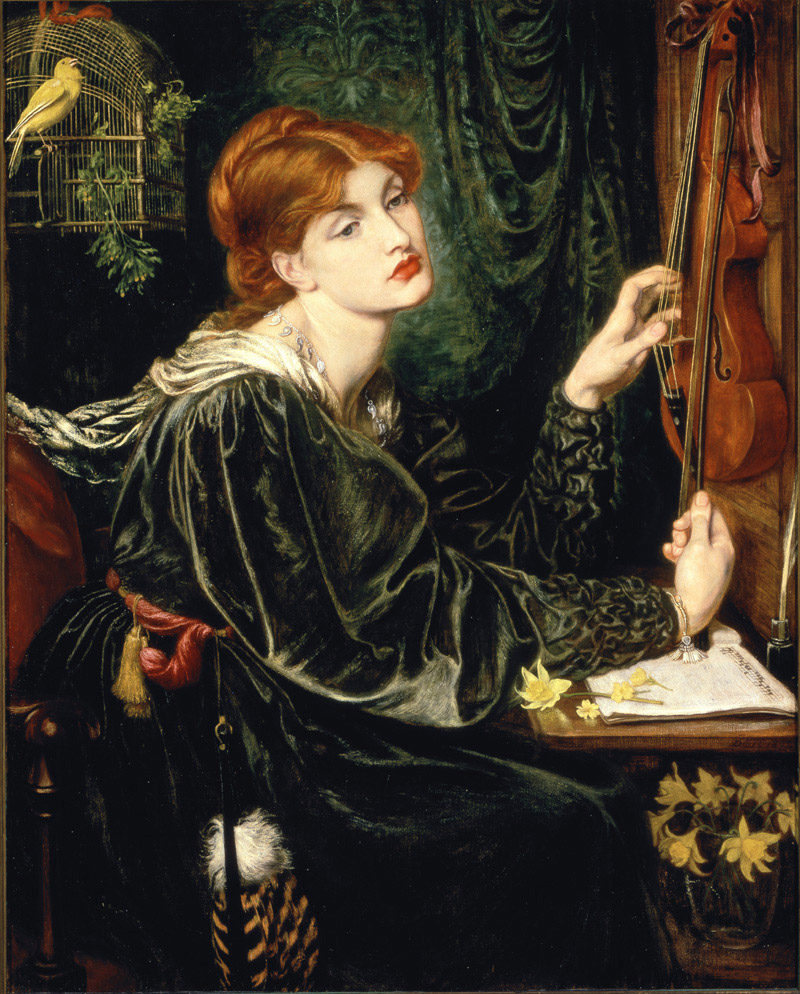
Auf dem Cover der Single abgebildet: Veronica Veronese von Dante Gabriel Rossetti

More Than This wurde im März 1982 bei E.G. Records unter der Katalognummer E’G Roxy 3 als Single mit der B-Seite India veröffentlicht. Das Frontcover wurde von Peter Saville gestaltet. Es verwendet einen quadratischen Ausschnitt des 1872 entstandenen Gemäldes Veronica Veronese von Dante Gabriel Rossetti.  
Im Mai 1982 erschien das Lied als Eröffnungsstück des Albums Avalon. Im August desselben Jahres wurde zudem bei Warner Bros. Records in den Vereinigten Staaten eine Singleausführung mit der B-Seite Always Unknowing (Katalognummer: 7-29912) veröffentlicht.

## Rezeption
Einige Kritiker zählen More Than This zu den besten Werken von Roxy Music: Das Lied sei ein kunstvoll gefertigtes, herrlich gecroontes Stück Synthiepop für Erwachsene. Nur sehr wenige Stücke würden es schaffen, so sinnlich und unverfroren romantisch zu sein wie More Than This, ohne in reines Schmalz abzugleiten.

“The tune and the lyrics finesse you into feeling the song’s meaning. The effect is less like a pop song than a film where you cry at the end.”

„Die Melodie und die Worte bringen Dich dahin, die Bedeutung des Liedes zu fühlen. Die Wirkung ist weniger die eines Popsongs als vielmehr die eines Films, an dessen Ende Du weinen musst.“

## Chartplatzierungen
| ChartsChartplatzierungen       | Höchstplatzierung | Wochen |
| ------------------------------ | ----------------- | ------ |
| Deutschland (GfK)              | 24 (17 Wo.)       | 17     |
| Schweiz (IFPI)                 | 6 (9 Wo.)         | 9      |
| Vereinigte Staaten (Billboard) | 58 (1 Wo.)        | 1      |
| Vereinigtes Königreich (OCC)   | 6 (8 Wo.)         | 8      |

## Coverversionen
Die Datenbank secondhandsongs.com notiert etwa 50 Coverversionen von More Than This. Zu den bekanntesten gehört die Version der US-amerikanischen Folk-Rock-Band 10,000 Maniacs, die im Sommer des Jahres 1997 Platz 25 in den amerikanischen Charts erreichte.

## Verwendung inLost in Translation
In Sofia Coppolas 2003er Spielfilm Lost in Translation singt Bill Murray in der Rolle der männlichen Hauptfigur Bob Harris More Than This in einer Karaoke-Bar in Tokio. Das Lied steht hier in einem inhaltlichen Kontext zum Thema des Films: Lost in Translation beschreibt die Beziehung zwischen einem alternden männlichen Filmstar (Murray) und einer 30 Jahre jüngeren Frau (gespielt von Scarlett Johansson), die platonisch bleibt. Indem der männliche Hauptdarsteller in Anwesenheit der Frau More Than This singt, deutet er an, dass „mehr als das“ – also mehr als eine platonische Beziehung – daraus werden könnte, und macht zugleich klar, dass das nicht passieren wird.